# Nemotelus insularis
Nemotelus insularis är en tvåvingeart som beskrevs av Becker 1908. Nemotelus insularis ingår i släktet Nemotelus och familjen vapenflugor. Inga underarter finns listade i Catalogue of Life.